# Tieschen
Tieschen  är en ort och  kommun i distriktet Südoststeiermark i förbundslandet Steiermark i Österrike.
Kommunen består av sex orter (Ortschaften) (inom parentes invånarantal 1 januari 2024):
- Größing (121)
- Jörgen (155)
- Laasen (193)
- Patzen (202)
- Pichla bei Radkersburg (250)
- Tieschen (289)